# Il bambino nascosto
Il bambino nascosto è un film drammatico del 2021, scritto e diretto da Roberto Andò, autore dell'omonimo romanzo.

## Trama
Il professore Gabriele Santoro vive in un antico palazzo a Piazzetta Materdei, a Napoli, e insegna pianoforte al conservatorio. Una mattina, un corriere si presenta alla sua porta per effettuare una consegna e, mentre Gabriele si assenta pochi minuti lasciando la porta aperta, un ragazzino riesce a intrufolarsi nell’appartamento con l’intento di nascondervisi. Il professore si accorge della sua presenza soltanto a tarda sera, ed è allora che lo riconosce: si tratta di Ciro, il figlio dei suoi vicini di casa, ma soprattutto di un camorrista. Nonostante non conosca il motivo dell'allontanamento del bambino (anche perché quest’ultimo non proferisce parola al riguardo), e ben conscio del pericolo che può correre, "il maestro" (così Gabriele viene chiamato nel quartiere) decide di tenere comunque con sé Ciro, pronto a dargli tutto l'affetto che la sua famiglia non gli ha mai dato.

## Produzione
Le riprese del film sono state completate il 26 luglio 2021.

## Promozione
Il trailer ufficiale della pellicola è uscito il 12 ottobre 2021.

## Distribuzione
Il film è stato presentato fuori concorso l'11 settembre 2021 al Festival di Venezia nella sezione Fiction ed è stato distribuito nelle sale cinematografiche il 4 novembre 2021.

## Curiosità
Il film che Silvio Orlando e il bambino guardano  in tv è Totò di notte n. 1 di Mario Amendola in cui Totò balla il twist